# Argitchi
L'Argitchi est un cours d'eau du centre de l'Arménie, qui se jette dans le lac Sevan à l'ouest de Martouni.